# Leptoneta yongyeonensis
Leptoneta yongyeonensis är en spindelart som beskrevs av Seo 1989. Leptoneta yongyeonensis ingår i släktet Leptoneta och familjen Leptonetidae. Inga underarter finns listade i Catalogue of Life.